# В'язівок (Хорольська міська громада)
В'язі́вок — село в Україні, у Хорольській міській громаді Лубенського району Полтавської області. Населення становить 207 осіб. Колишній (до 2020) орган місцевого самоврядування - Андріївська сільська рада.

## Географія
Село В'язівок знаходиться на відстані 1 км від села Софине та за 2 км від села Андріївка. По селу протікає пересихаючий струмок з загатою.

## Назва
Назву походить від породи дерев в'язів, які там росли.

## Історія
Відоме у 70—80-х рр. XVIII ст. урочище В'язівка, слобода В'язовик, 77 жителів секунд-майора Федора Родзянки.
У 1926 р. на хуторі було 48 господарств, проживало 251 чол.
З 1917 — у складі УНР, з 1918 — у складі Української Держави Гетьмана Павла Скоропадського. З 1921 — режим комуністів.
Станом на 1 січня 2000 р. у селі 130 житлових будинків, 247 жителів.
12 червня 2020 року, відповідно до розпорядження Кабінету Міністрів України № 721-р «Про визначення адміністративних центрів та затвердження територій територіальних громад Полтавської області», село увійшло до складу Хорольської міської громади..
19 липня 2020 року, в результаті адміністративно - територіальної реформи та ліквідації Хорольського району, село увійшло до складу новоутвореного Лубенського району.